# Чунминдао
Чунминдао (кит. упр. 崇明岛, пиньинь Chóngmíng Dǎo) — остров в устье Янцзы, третий по величине остров Китая (после Тайваня и Хайнаня).

## География

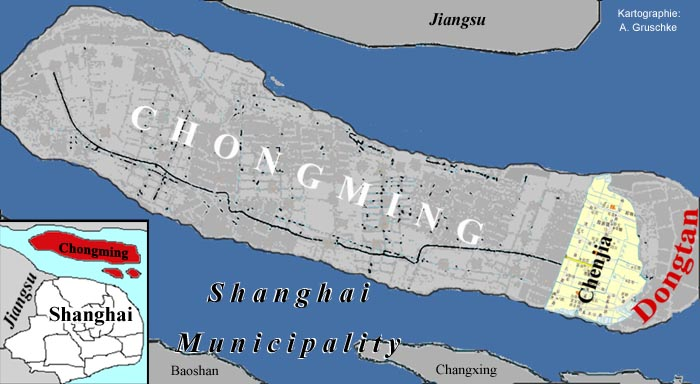
Карта острова Чунминдао

Протяжённость острова с запада на восток составляет 80 км, с севера на юг — 13—18 км, общая площадь — 1225 км². Так как остров образовался из речных отложений, на нём нет заметных возвышенностей; средняя высота острова составляет 3—4 м.

## История
В 618 году было отмечено образование в устье Янцзы двух наносных островов: Сишадао («Западный песчаный остров») и Дуншадао («Восточный песчаный остров»). В XVII веке два острова слились в один, который стал называться Чунминдао.

## Административное деление
В административном плане остров относится к району Чунмин города центрального подчинения Шанхай (КНР).